# Verchnjaja Ërga
La Verchnjaja Ërga (in russo Верхняя Ёрга?, Ërga Superiore) è un fiume della Russia europea settentrionale, affluente di sinistra della Suchona. Scorre nel Velikoustjugskij rajon dell'Oblast' di Vologda.
La sorgente del fiume si trova vicino al confine con l'Oblast' di Arcangelo, 4 km a nord-est del villaggio e della stazione ferroviaria di Lomovatka. Nel corso superiore scorre brevemente in direzione ovest, poi gira a sud e nel corso inferiore, dopo la foce del tributario Kandarsa, scorre a sud-est. La maggior parte del suo corso si svolge nella foresta disabitata. Sfocia nella Suchona a 53 km dalla foce, 7 chilometri a monte dalla foce della Nižnjaja Ërga (Ërga Inferiore). Ha una lunghezza di 140 km, il suo bacino è di 1 270 km².